# Лунин, Дмитрий Васильевич
Дмитрий Васильевич Лунин (1913, Курская губерния, Российская империя — неизвестно, Макеевка, Донецкая область, Украинская ССР) — мастер доменного цеха Макеевского металлургического завода имени Кирова Сталинского совнархоза, Украинская ССР. Герой Социалистического Труда (1958).

## Биография
Родился в 1903 году в Курской губернии. С конца 1920-х годов трудился помощником горнового, горновым в доменном цехе Макеевского металлургического завода. В 1934 году удостоился почётного звания «Лучший ударник Советского Союза». После освобождения Донбасса осенью 1943 года от оккупации восстанавливал завод, затем продолжил трудиться горновым, мастером доменного цеха на этом же заводе. Смена под его руководством ежегодно показывала высокие трудовые результаты. По итогам работы в годы Четвёртой пятилетки (1946—1950) был награждён медалью и в 1954 году — Орденом Трудового Красного Знамени за выслугу лет.
В июне 1957 году назначен мастером самой крупной в СССР доменной печи № 5. В конце 1950-х годов печь вышла на запланированную мощность, что позволило Макеевскому металлургическому заводу выпускать 10 % металлургической продукции всего СССР. Указом Президиума Верховного Совета СССР от 19 июля 1958 года удостоен звания Героя Социалистического Труда за «выдающиеся успехи в деле развития чёрной металлургии» с вручением ордена Ленина и золотой медали «Серп и Молот» (№ 9293).
Этим же указом званием Героя Социалистического Труда были награждены директор Макеевского металлургического завода Александр Илларионович Жуков и мастер прокатного цеха Иван Ильич Хотенков.
После выхода на пенсию проживал в Макеевке. С 1967 года — персональный пенсионер союзного значения. Дата его смерти не установлена.
Награды
- Герой Социалистического Труда
- Орден Ленина
- Орден Трудового Красного Знамени (05.11.1954)
- Медаль «За трудовую доблесть» (06.02.1951)